# Il re dei Campi Elisi
Il re dei Campi Elisi (Le Roi des Champs-Élysées) è un film del 1935, diretto da Max Nosseck, con Buster Keaton. In qualità di supervisore ha partecipato alla realizzazione del film Robert Siodmak.

## Trama
Buster Garner viene licenziato perché invece di distribuire per la città volantini pubblicitari con l'immagine di una banconota da mille franchi, elargisce vera carta moneta appartenente alla ditta per cui lavora, fra gli altri alla giovane Germaine, che in tal modo può far fronte alle minacce di sfratto cui era stata fatta oggetto dal burbero padrone di casa.
La madre di Buster, suggeritrice di palcoscenico, assecondando la vocazione teatrale del figlio, gli trova un piccolo ruolo nella nuova pièce poliziesca in allestimento, "Le roi des Champs-Élysées". Egli ha solo brevissime battute nel primo e nell'ultimo atto, ma Germaine, riconoscente, ha preso talmente in simpatia Buster (che, per quanto impacciato, è invaghito di lei) da applaudirlo sfegatatamente in teatro. I due si ritrovano in un parchetto antistante il teatro nello spazio di tempo fra il primo e l'ultimo atto.
Sennonché la sera della rappresentazione un pericoloso gangster, Jim, evade dal carcere. Il problema è che Jim e Buster si somigliano come due gocce d'acqua: il che dà inizio ad una serie di scambi di persona e di alterne vicissitudini. Dapprima Buster viene preso per il proprio capo dagli appartenenti ad una banda criminale, poi, a ravvivare l'opera teatrale, Jim, i suoi uomini e la polizia irrompono sul palco, sul quale è ritornato anche Buster per la sua battuta finale.
Dopo l'insperato successo della commedia Germaine e Buster, ritornati nel parchetto, si baciano. Buster allora, come non aveva mai fatto prima, si apre ad un sorriso.